# Morotaiglasögonfågel
Morotaiglasögonfågel (Zosterops dehaani) är en nyligen urskiljd fågelart i familjen glasögonfåglar inom ordningen tättingar.

## Utbredning och systematik
Morotaiglasögonfågeln förekommer enbart på ön Morotai i indonesiska ögruppen Moluckerna. Den behandlades tidigare som underart till halmaheraglasögonfågeln (Zosterops atriceps). Studier visar dock på betydande skillnader i ekologi, utseende och läten.

## Status
Arten har ett begränsat utbredningsområde där också degradering av dess levnadsmiljö pågår. 
Internationella naturvårdsunionen IUCN kategoriserar den därför som nära hotad (NT).